# 金碧镇 (大姚县)
金碧镇，是中华人民共和国云南省楚雄彝族自治州大姚县下辖的一个镇。

## 行政区划
金碧镇下辖以下地区：
北城社区、映塔社区、金龙社区、里长堡村、三槐村、范湾村、泗溪村、金家地村、厂房村、李湾村、平山村、黄海屯村、龙林村、仓街村、将军村、陆林村、钟秀村、胡屯村、殷莲村、妙峰村、涧水村、七街村、席坝村、凉桥村、白鹤村、锁北村和马屯村。